# 习近平在福州
《習近平在福州》為一由中共中央黨校採訪實錄編輯室編寫，中共中央黨校出版社於2020年7月出版的圖書。
該書以講述者口述記錄的形式，再現現任中共中央總書記習近平成長曆程中的一個階段。

## 简介
《习近平在福州》，由中共中央党校出版社2020年7月出版，主要讲述习近平担任中共福州市委书记6年多的经历与决策等事件。
习近平在福建省任职近18年时间，其中在福州市工作居住了13年多。在担任福州市委书记期间习近平提出了福州3820工程，要把福州建设为国际化大都市，成为福建省与海峡西岸经济区的政治、经济、文化、教育、交通中心，在习近平主政福州期间年均GDP增速超过百分之20，在全国中GDP年均增速位列第二名。并且认为在长三角与珠三角之间缺乏一个大城市，而这个城市就是福州，因此提出口号要超越广州与上报国务院申请福州成為副省级城市，但是由于种种原因，至今未能实现。导致福州成為中國惟一城市級別低於省内其他城市的省会。
习近平在担任福州市委书记期间还兴建了福州长乐国际机场，:55加快福州港发展，兼任闽江大学校长，在任期结束时还专门留下了5、6亿的财政盈余作为福州市委市政府搬迁的费用，但由于各种原因至今也未实现。
福州国际招商月、闽浙赣皖福州经济协作区、福州都市圈、海上福州、闽江口金三角、现代化国际城市、国际化大都市，这些规划建设都是习近平主政福州提出、建设和促进的。

## 评价
新华社称共产党员们能藉由这本书，學習習近平的思想，领悟大智慧。
中华人民共和国官媒称本书“上架首日引发购买阅读热潮”。
部分网友认为此书只宣传利好，如90年代时期福州市委提出的超越广州目标并未实现，而市委、市政府搬迁至今依旧毫无动静。

### 引用
1. ↑  . 新华社.
2. ↑  . 共产党员网.   [2022-10-15]. （原始内容存档于2023-02-09）.
3. ↑  . 国际在线.   [2022-10-15]. （原始内容存档于2022-10-20）.
4. ↑  . 人民网.
5. ↑  . 澎湃新闻.   [2023-08-28]. （原始内容存档于2023-08-28）.
6. ↑  . 搜狐网.   [2022-10-15]. （原始内容存档于2022-10-16）.
7. ↑  . 福州蓝房网.   [2022-10-15]. （原始内容存档于2022-10-24）.
8. ↑  福建省地方志编纂委员会. . 方志出版社. 2011. ISBN 978-7-80238-671-6.
9. ↑  . 新华通讯社. 2021-03-25  [2023-06-15]. （原始内容存档于2023-03-10）.
10. ↑  . 福州新闻网. （原始内容存档于2018-05-17）.
11. ↑  . 东南快报.
12. ↑  . 兵团时报.   [2022-10-15]. （原始内容存档于2022-10-15）.
13. ↑  . 新华网.   [2020-08-16]. （原始内容存档于2020-08-23）. （页面存档备份，存于）
14. ↑  . 人民网.
15. ↑  . 腾讯网.   [2022-10-15]. （原始内容存档于2022-10-15）.